# قلعة المسيلحة
قلعة المسيلحة هي قلعة تاريخية تقع شمال بلدة حامات اللبنانية، شيد الأمير فخر الدين الثاني القلعة الحالية خلال القرن السابع عشر لحراسة الطريق من طرابلس إلى بيروت. بُنيت القلعة على صخرة كلسية طويلة وضيقة بالقرب من نهر الجوز. وقد أُقيمت جدرانها بكتل صغيرة من الحجر الرملي انتُشلت من الساحل القريب وشُيدت على حواف الصخرة الكلسية. ويتراوح سماكة جدرانها بين متر ونصف ومترين ونصف (4 إلى 6.5 قدم). لا زالت كتل الحجر الجيري الأكبر حجماً هي الأطلال المتبقية من مبنى سابق ربما بُني لنفس الغرض الدفاعي.

## التسمية
قد يرتبط اسم القلعة بكلمة تسليح كونها مكان محصن (مسلح) حيث كانت تستعمل للأعمال العسكرية والدفاعية. وتُعرف القلعة أيضاً باسم قلعة البترون وتُعرف بالفرنسية باسم (Puy de Connétable، بوي دي كونيتابل). ومشهد القلعة عالق في أذهان اللبنانيين إذ كانت مطبوعة على ورقة النقد من فئة 25 ليرة التي كانت متداولة قبل الحرب الأهلية اللبنانية قبل منع تداولها.

## الهندسة المعمارية والتخطيط
بُنيت القلعة على تلة صخرية على الضفة اليمنى لنهر الجوز وعلى بعد 2.5 كم عن مدينة البترون على الساحل اللبناني. وتقع بمحاذاة الطريق الدولي الساحلي الذي يربط طرابلس ببيروت. أما ارتفاع القلعة فهو يتجاوز ال50 متراً. وتقدّر مساحة البناء بحوالي 500 متر مربع.
يتألف تصميم القلعة المعماري من قسمين متناسقين بُنيا على مرحلتين منفصلتين. يمكن الوصول إلى القلعة عبر درب ضيق ودرج صغير محفور في الجانب الشمالي من القاعدة الصخرية. توجد قاعدة صغيرة تسبق البوابة الرئيسية المقوسة المنخفضة، مؤمنة بمزغلين (كوتين) وفتحة صغيرة في السقف فوق المدخل.
تؤدي البوابة الرئيسية إلى دهليز مقبب، يتبعه فناء ضيق مثلث الشكل، يتيح الوصول إلى ممر صغير بعرض متر واحد (3 أقدام) يؤدي إلى غرفة الرماية بالبرج الغربي. شُيدت فُرجتين مقببتين داخل كتلة معمارية منفصلة فوق قاعات كبيرة مقوسة تحت الأرض تعمل كمستودعات وصهاريج في الجانب الجنوبي من الفناء. يحتوي هذا الجزء من المبنى على محراب صغير يُشير نحو القبلة (اتجاه مكة، والتي كان من الممكن أن يستخدمها الحراس كمصلى).
يمكن الوصول إلى الجزء الأكثر ارتفاعاً من الحصن من خلال الجانب الشرقي من الفناء الرئيسي. يؤدي المدخل المؤدي إلى القاعة، الذي تليه ثلاث غرف مقببة، إلى البرج الشرقي. وهناك سلم داخلي يؤدي إلى الغرفة في الطابق الأول. ويعتبر هذا القسم أكثر أجزاء القلعة تحصيناً وتجهيزاً نظراً لموقعه الاستراتيجي المسيطر على مدخل وادي نهر الجوز.

## تاريخها

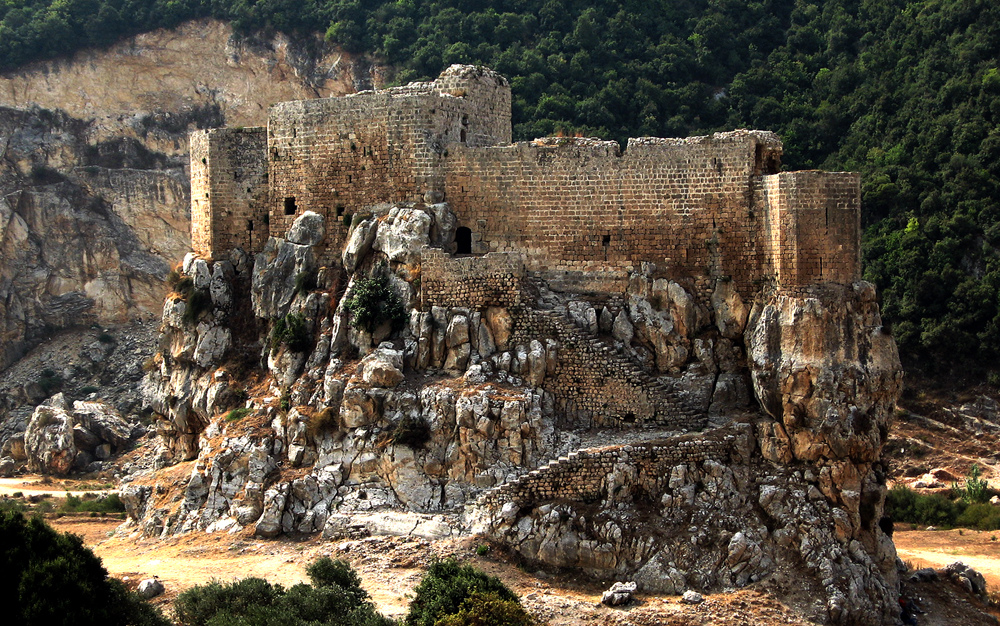
منظر جانبي لقلعة المسيلحة، لبنان

خريطة القلعة

اختفى الطريق الساحلي الذي يربط بين مدن البترون والهري وطرابلس تماماً، بعد انهيار رأس الشقعة في 551 م، وتحول الشاطئ الشمالي إلى جرف بحري مرتفع. كان من الضروري بالتبعية شق طريق جديد يتجاوز رأس الشقعة من الشرق لضمان التواصل بين البترون والشمال. يعبر هذا الطريق وادي نهر الجوز ويلتف حول رعن رأس الشقعة ليصل إلى الجانب الآخر عند مكان بالقرب من الهري يدعى باب الهوا. وكان لبناء معاقل محصنة على طول هذا الطريق الجديد أهمية استراتيجية وعسكرية كبيرة من أجل الحفاظ على الأمن وضمان الاتصالات ومراقبة حركة المرور. ومن ثمّ بُنيت قلعة المسيلحة لهذه الأغراض.
وقد درس عدد من العلماء تاريخ المسيلحة وعمارتها. ويفترض البعض أن الصخرة التي بُنيت القلعة عليها كانت تستخدم منذ القدم كموقع عسكري. إلا أن الحصن لا يضم في بنائه الحالي أي عنصر يتعلق بفترة سابقة، حتى الحروب الصليبية. تشير تقنيات البناء وطرق القطع وأحجام الكتل الحجرية والأبواب والنوافذ المقوسة المنخفضة، بالإضافة إلى العناصر الأخرى، إلى أن القرن السابع عشر هو أقدم فترة بُني فيها الهيكل الحالي. وتؤكد أعمال العديد من المؤرخين والعلماء البارزين أن عمر قلعة المسيلحة لا يزيد عن 400 عام. لم يتمكن المؤرخ الفرنسي إرنست رينان في القرن التاسع عشر من ربط العناصر المعمارية في المسيلحة بأي شيء أقدم من العصور الوسطى. أكد بول ديشامب، وهو مؤرخ بارز للهندسة المعمارية الصليبية خلال القرن العشرين، عدم وجود أي جانب من جوانب العمل في العصر الصليبي في الحصن. فيما أكد جان دي لا روكي (رحالة فرنسي، 1661-1743)، بعد أن سمع من السكان المحليين في 1689، أن المسيلحة كانت من أعمال الأمير فخر الدين الثاني، حاكم لبنان السابق من 1590-1635. جاءت هذه الشهادة بعد مرور 50 عاماً تقريباً على وفاة فخر الدين من السكان المحليين الذين شهدوا عن كثب بناء القلعة.
جرى التحقق من صحة هذه الرواية أيضاً من خلال السجلات المحلية. على سبيل المثال، ذكر الأب منصور الحتوني أنه حوالي عام 1624، أمر الأمير فخر الدين الشيخ أبي نادر الخازن ببناء الحصن شمال البترون. وبحسب طنوس الشدياق، وهو مؤرخ محلي آخر، فقد رمم الخازن الحصن في 1631، بعد أقل من 10 سنوات من بنائه الأولي.
لذلك، حُدد عام 1624 من قبل المؤرخين وتقارير شهود العيان على أنه تاريخ بناء المسيلحة على يد فخر الدين الثاني. وأكد لودفيك بوكهارت المزيد من ذلك، والذي زار المنطقة في أوائل القرن التاسع عشر، وأرجع الحصن إلى فترة حديثة.
وحتى لو جرى استغلال الأهمية الاستراتيجية للموقع منذ العصور القديمة، فإنه لا يمكن تأريخ القلعة نفسها إلى ما قبل القرن السابع عشر. وهذا يدحض الفرضية البديلة القائلة بأن حصن المسيلحة قد سٌلم إلى عائلة إمبرياكو [الإنجليزية] الجنوية التي حكمت جبيل تحت سلطة برتراند دو سان جيل مكافأة لخدمتهم أثناء الاستيلاء على طرابلس.

## كموقع سياحي

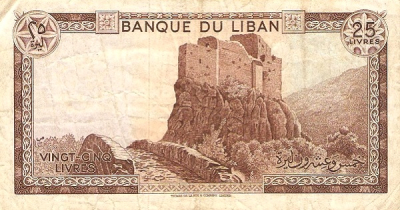
قلعة المسيلحة على الورقة فيئة 25 ليرة

انتهت أعمال الترميم لجعل الموقع آمناً للزوار في 2007، وذلك من خلال بناء سور طويل حول القلعة وتوفير العديد من أبواب الدخول والخروج. ثُبت أساس الدرج مع تركيب درابزين معدني له. كما شملت الأعمال تنسيق الحدائق وتركيب مصارف مياه الأمطار لمنع تسرب المياه إلى القلعة وإعادة رصف طريق الوصول إليها من الطريق السريع المجاور. كما رٌممت طاحونة الهواء الواقعة بالقرب من القلعة. كانت هذه الأعمال الممولة من الوكالة الأمريكية للتنمية الدولية، استمراراً لمشروع أجراه معهد ستانفورد للأبحاث لإعادة تأهيل القلعة، بالتعاون مع وزارة السياحة اللبنانية ووزارة الثقافة عبر المديرية العامة للآثار. وقد أدى ترميم المسيلحة، وكذلك ترويج الشركة الوطنية للاتصالات (أوجيرو) للموقع، إلى ارتفاع عدد زواره.